# Nils Gustafsson (statsvetare)
Nils Gustafsson, född 27 februari 1979, är en svensk statsvetare och universitetslektor i strategisk kommunikation vid Lunds universitet.

## Biografi
Gustafsson växte upp i Simrishamn på Österlen. Han påbörjade studier i språk på Lunds Universitet 1999, och var vice ordförande i Lunds universitets studentkårer 2003-2004. Efter sin magisterexamen i statsvetenskap påbörjade Gustafsson doktorandstudier i samma ämne 2007 och disputerade 2013 på en avhandling om hur sociala medier har påverkat det politiska deltagandet och engagemanget i samhället. Sedan 2013 innehar Gustafsson en tjänst som universitetslektor vid Institutionen för strategisk kommunikation, Lunds universitet.

### Forskning
Gustafssons fortsatta forskning har behandlat samspelet mellan sociala medier, politik och samhälle, men också hur könsskillnader uppstår och befästs i karriärvägar. Hans vetenskapliga publicering har (2021) enligt Google Scholar ett h-index på 10 och cirka 500 citeringar.

### Massmedia
Gustafsson kommenterar återkommande politik och sociala medier, och var en av talarna vid Internetdagarna 2019. Gustafsson kommenterar också historiska valkampanjer respektive politiska skandaler i podcasten Snedtänkt.